# Palazzo Canavese
Palazzo Canavese (Palass in piemontese) è un comune italiano di 836 abitanti della città metropolitana di Torino in Piemonte.
È situato ai piedi della collina morenica denominata La Serra, a circa 5 chilometri dal lago di Viverone. Paese di tradizioni rurali, conserva tuttora numerosi vitigni lungo i pendii della collina, nonché campi di grano, soia e mais.

## Storia
Da Palazzo Canavese, in epoca romana, passava la via delle Gallie, strada romana consolare fatta costruire da Augusto per collegare la Pianura Padana con la Gallia.

### Via Francigena
Il comune e l'abitato si trovano sul tracciato storico della Via Francigena, variante canavesana, proveniente da Bollengo e che si dirige successivamente verso Piverone.

## Società

### Evoluzione demografica
Abitanti censiti

### Tradizioni e folclore

#### Il santo patrono
La comunità palazzese venera come santo protettore san Genesio, mimo, attore e martire romano del III secolo. Una parte delle sue reliquie — probabilmente giunte in Canavese grazie alla devozione dei pellegrini che percorrevano la via Francigena — sono custodite nella chiesa del paese e condotte in processione la domenica dell'ultima settimana di agosto.

### Istituzioni, enti e associazioni

#### La banda musicale municipale
Nonostante le sue esigue dimensioni, Palazzo Canavese può vantare una solida tradizione musicale e un apparato bandistico considerevole. Fondata ufficialmente nel 1822, la banda musicale accompagna la cittadinanza durante le ricorrenze civili e religiose da quasi 200 anni.
Gli appuntamenti musicali più apprezzati sono rispettivamente il Concerto di Primavera, generalmente a cavallo tra aprile e maggio, e il concerto di Santa Cecilia, nel mese di dicembre.

## Infrastrutture e trasporti
Tra il 1882 e il 1933 il comune fu servito dalla tranvia Ivrea-Santhià. Attualmente Palazzo giace lungo la tratta Atap che collega Ivrea a Vercelli.

## Amministrazione
Di seguito è presentata una tabella relativa alle amministrazioni che si sono succedute in questo comune.
| Periodo        | Periodo        | Primo cittadino         | Partito                          | Carica  | Note  |
| -------------- | -------------- | ----------------------- | -------------------------------- | ------- | ----- |
| 18 giugno 1985 | 24 maggio 1990 | Arnaldo Berghino        | lista civica                     | Sindaco | [ 6 ] |
| 24 maggio 1990 | 24 aprile 1995 | Arnaldo Berghino        | lista civica                     | Sindaco | [ 6 ] |
| 24 aprile 1995 | 14 giugno 1999 | Adriano Chini Filipetto | -                                | Sindaco | [ 6 ] |
| 14 giugno 1999 | 14 giugno 2004 | Adriano Chini Filipetto | centro-destra                    | Sindaco | [ 6 ] |
| 14 giugno 2004 | 8 giugno 2009  | Amanda Prelle           | lista civica                     | Sindaco | [ 6 ] |
| 8 giugno 2009  | 26 maggio 2014 | Amanda Prelle           | lista civica                     | Sindaco | [ 6 ] |
| 26 maggio 2014 | 27 maggio 2019 | Amanda Prelle           | lista civica Insieme per Palazzo | Sindaco | [ 6 ] |
| 27 maggio 2019 | in carica      | Silvano Signora         | lista civica Insieme per Palazzo | Sindaco | [ 6 ] |

## Galleria d'immagini

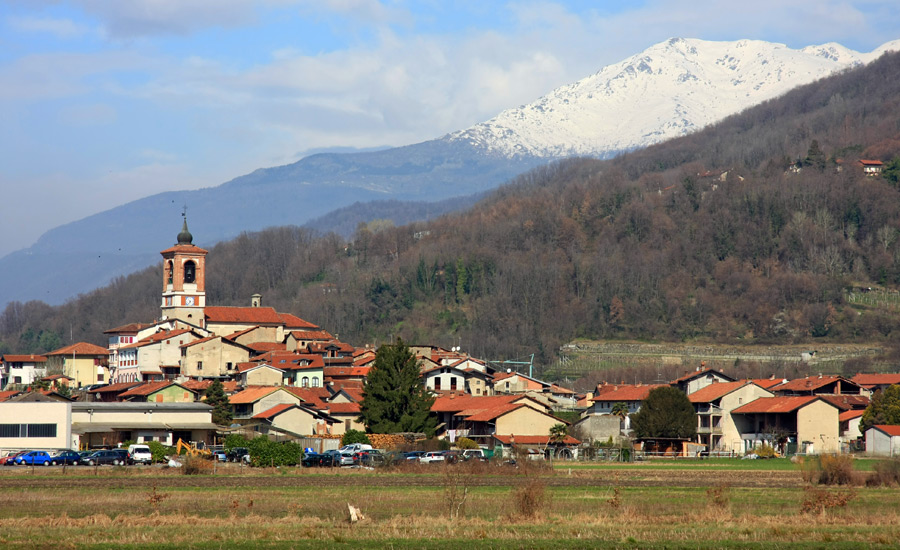
Veduta di Palazzo Canavese
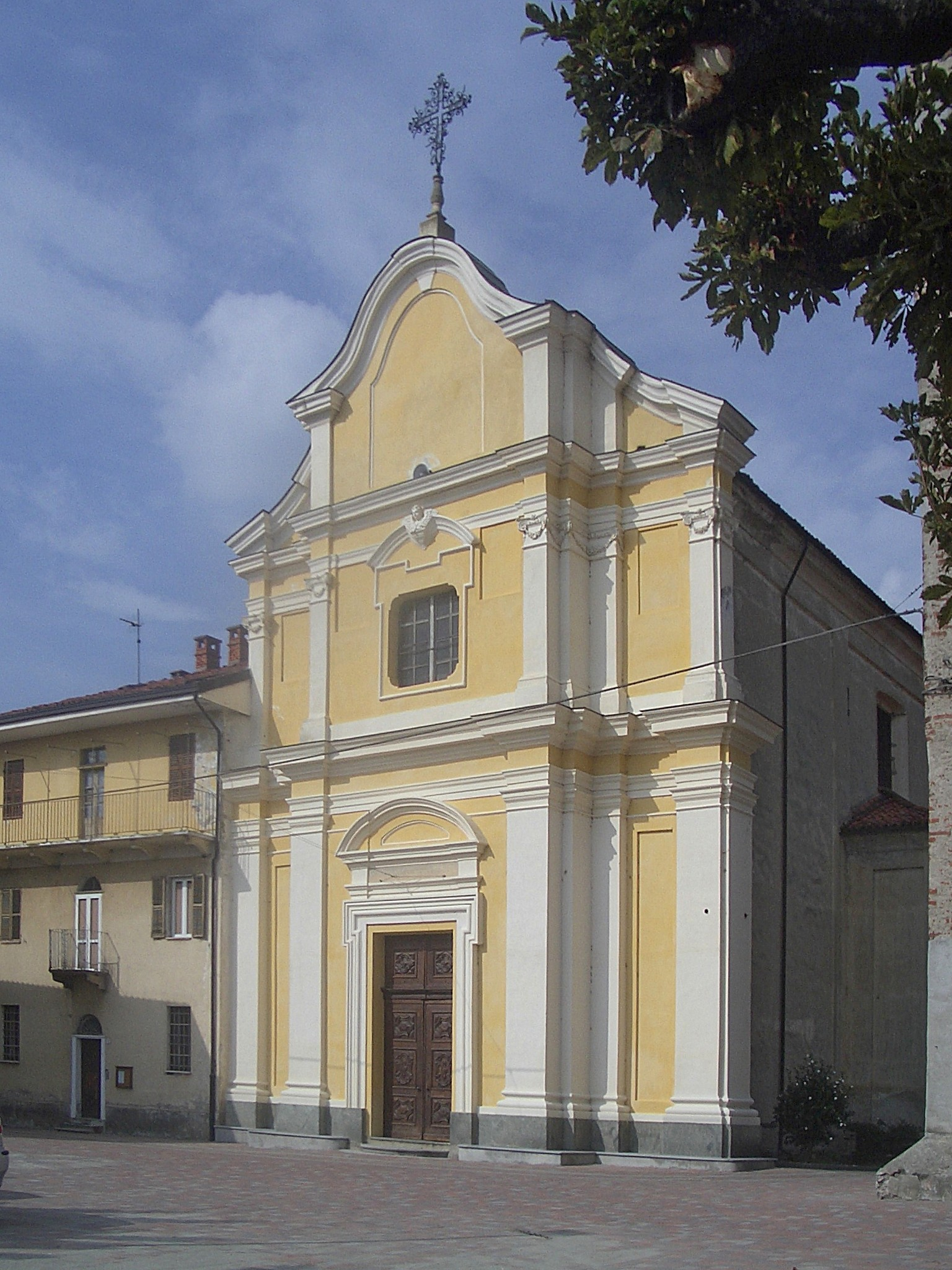
Chiesa parrocchiale di San Genesio (XVIII secolo)
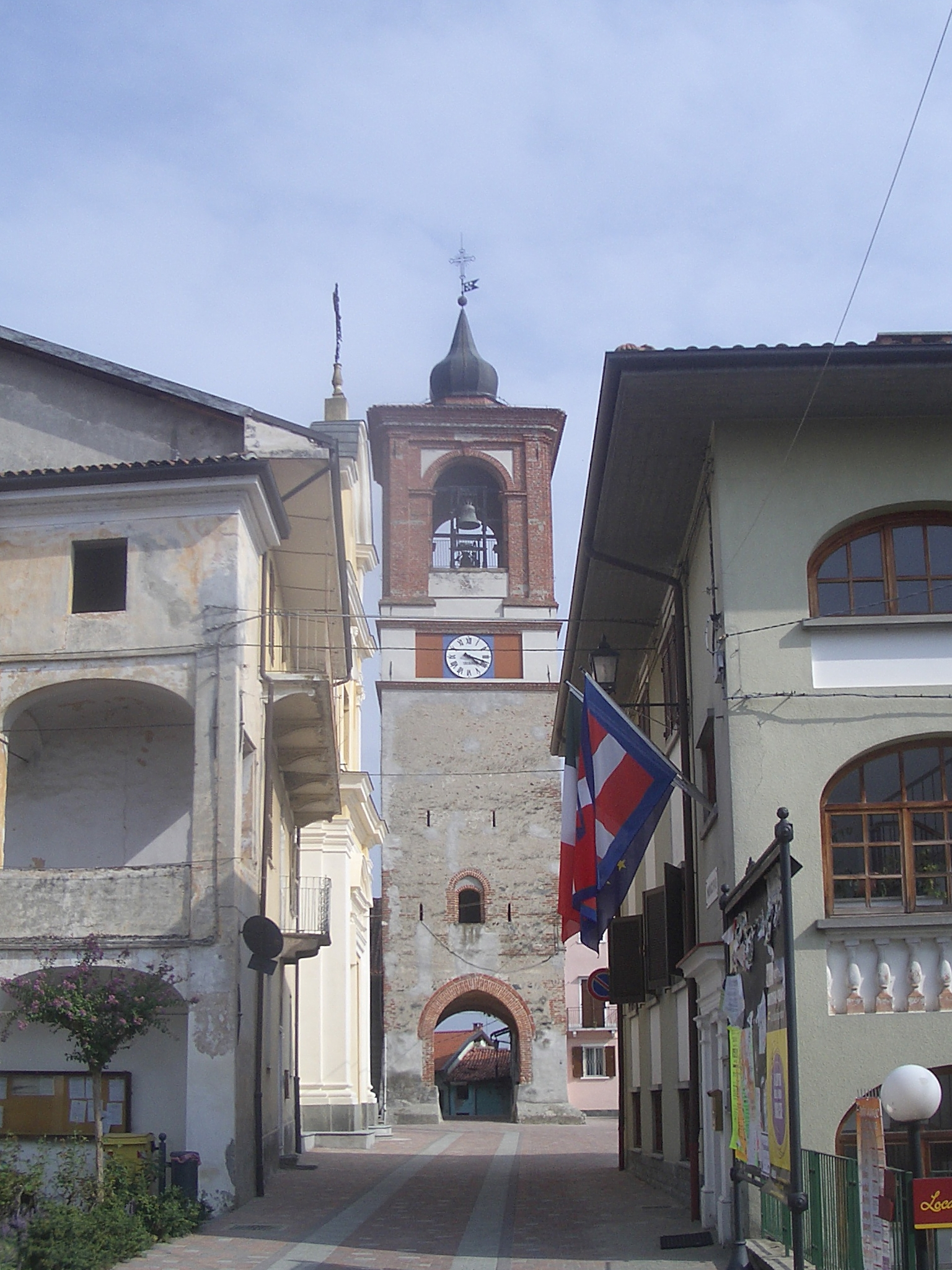
La torre-orologio
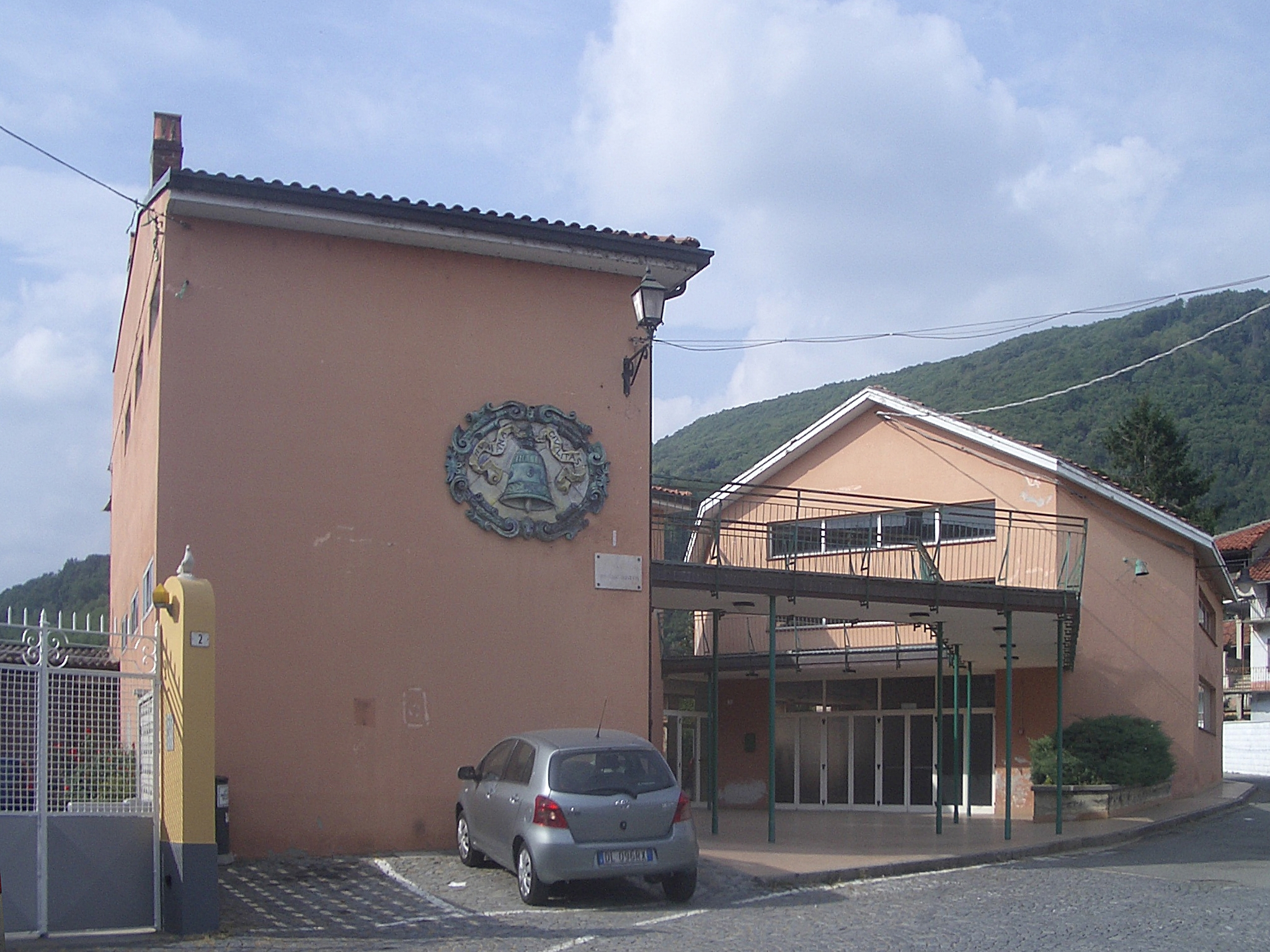
Il Centro Comunitario (con il simbolo del Movimento Comunità fondato da Adriano Olivetti)
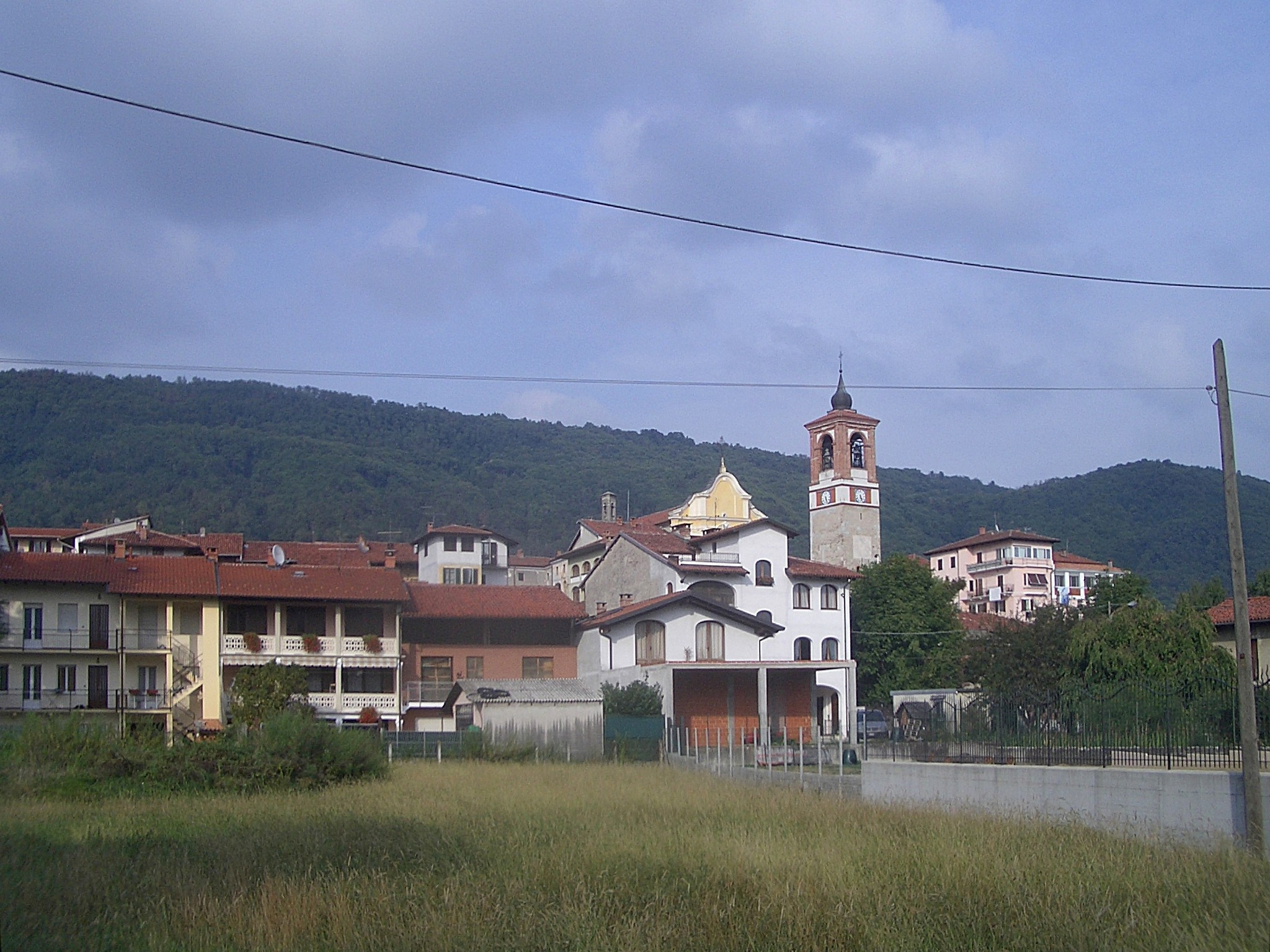
Panorama